# Zoločivský rajón
Zoločivský rajón (ukrajinsky Золочівський район) je rajón ve Lvovské oblasti na Ukrajině. Hlavním městem je Zoločiv a rajón má přibližně 161 tisíc obyvatel. 

## Města v rajónu
- Brody
- Busk
- Zoločiv